# Hercostomus yadonganus
Hercostomus yadonganus är en tvåvingeart som beskrevs av Yang 1997. Hercostomus yadonganus ingår i släktet Hercostomus och familjen styltflugor. Inga underarter finns listade i Catalogue of Life.